# The Sweet Escape
The Sweet Escape (с англ. — «Сладостный побег») — второй студийный альбом американской певицы Гвен Стефани, выпущенный 1 декабря 2006 года.

## История создания

### Основная информация
После выпуска своего дебютного альбома Love. Angel. Music. Baby. Стефани анонсировала, что она планирует вернуться в No Doubt и записать шестой студийный альбом вместе с группой. После коммерческого успеха пластинки певица планировала выпустить несколько оставшихся песен как EP или бонусы для DVD.
Однако Фаррелл Уильямс, с которым она работала над песней «Hollaback Girl», предложил Стефани создать «a L.A.M.B. часть два», и они записали несколько песен в Майами, Флорида в июле 2005 года.
Они спродюсировали песни «Wind It Up», «Orange County Girl», «U Started It», «Yummy», «Breaking Up» и «Candyland» во время этих сессий, и композиции использовались на фэшн-шоу, представлявшем в 2006 году линию модной одежды Стефани L.A.M.B.
Гвен приостановила проект, узнав о своей беременности в декабре 2005 года, но вернулась в студию в августе 2006 года. Рабочим названием альбома было Candyland, сменившееся в итоге на The Sweet Escape, обозначавшем желание сбежать к лучшей жизни.

### Обложка альбома
Обложка альбома была сделана Джил Гринберг. Изображение было частью серии картин, вдохновлённых её предыдущей выставкой «End Times».
Появление Гвен Стефани на обложке инспирировано Эльвирой Хэнкок, проституткой из фильма Лицо со шрамом, которую сыграла Мишель Пфайффер. Стефани впервые получила вдохновение для своего стиля во время съёмок видео на песню «Cool» на озеро Комо в Италии. Она увидела участника группы No Doubt Тони Кэнела и его подругу, имевшую «длинное полиэстерное платье [стиль поздних 70-х годов]». Платье зставило Гвен задуматься о «Мишель Пфайффер и как удивительно она была одета [в Лице со шрамом]», что и вдохновило обложку альбома. Солнечные очки показывали её «осторожную внешность», и другие изображеня показывали её различные эмоции. Это первый и единственный альбом Гвен Стефани с этикеткой Родительского комитета (Parental Advisory).

## Реакция критики
| Совокупная оценка    | Совокупная оценка |
| Источник             | Оценка            |
| -------------------- | ----------------- |
| Metacritic           | 58/100            |
| Оценки критиков      |                   |
| Источник             | Оценка            |
| AllMusic             | [ 12 ]            |
| Entertainment Weekly | B−                |
| The Guardian         | [ 14 ]            |
| NME                  | 4/10              |
| The Observer         | [ 16 ]            |
| Pitchfork            | 6.5/10            |
| PopMatters           | 4/10              |
| Q                    | [ 19 ]            |
| Rolling Stone        | [ 20 ]            |
| Slant Magazine       | [ 21 ]            |

Альбом The Sweet Escape ожидал смешанный приём музыкальных критиков. Пластинку критиковали за схожесть с Love. Angel. Music. Baby.

## Список композиций
| №                   | Название                          | Автор(ы)                                                         | Продюсеры                                        | Длительность |
| ------------------- | --------------------------------- | ---------------------------------------------------------------- | ------------------------------------------------ | ------------ |
| 1.                  | «Wind It Up»                      | Gwen Stefani Pharrell Williams Richard Rodgers Oscar Hammerstein | The Neptunes Mark "Spike" Stent [a] Ron Fair [b] | 3:09         |
| 2.                  | «The Sweet Escape» (при уч. Akon) | Stefani Aliaune "Akon" Thiam Giorgio Tuinfort]                   | Thiam Tuinfort [c]                               | 4:06         |
| 3.                  | «Orange County Girl»              | Stefani Williams                                                 | The Neptunes                                     | 3:23         |
| 4.                  | «Early Winter»                    | Stefani Tim Rice-Oxley                                           | Nellee Hooper Stent [a]                          | 4:44         |
| 5.                  | «Now That You Got It»             | Stefani Sean Garrett Kaseem Dean                                 | Swizz Beatz Garrett [c]                          | 2:59         |
| 6.                  | «4 in the Morning»                | Stefani Tony Kanal                                               | Kanal Greg Collins [d] Stent [a]                 | 4:51         |
| 7.                  | «Yummy» (при уч. Pharrell)        | Stefani Williams                                                 | The Neptunes                                     | 4:56         |
| 8.                  | «Fluorescent»                     | Stefani Kanal                                                    | Kanal Stent [a]                                  | 4:18         |
| 9.                  | «Breakin' Up»                     | Stefani Williams                                                 | The Neptunes                                     | 3:46         |
| 10.                 | «Don't Get It Twisted»            | Stefani Kanal                                                    | Kanal Collins [d] Stent [a]                      | 3:36         |
| 11.                 | «U Started It»                    | Stefani Williams                                                 | The Neptunes Stent [a]                           | 3:08         |
| 12.                 | «Wonderful Life»                  | Stefani Linda Perry                                              | Hooper Stent [a]                                 | 3:58         |
| Общая длительность: | Общая длительность:               | Общая длительность:                                              | Общая длительность:                              | 46:54        |

Примечания
- ↑  обозначает дополнительного продюсера
- ↑  обозначает продюсера оркестра
- ↑  обозначает сопродюсера
- ↑  обозначает дополнительного продюсера вокала
- «Wind It Up» содержит интерполяции из композиции «The Lonely Goatherd», написанной Richard Rodgers и Oscar Hammerstein.

Бонус-треки
- «Wind It Up» (Harajuku Lovers Live Version) — 3:26 (не американские издания/iTunes bonus track)
- «Wind It Up» (Harajuku Lovers Live Video) (iTunes bonus track/Japanese edition)
- «Wind It Up» (Original Neptunes Mix) — 3:05 (iTunes bonus track/Japanese edition)
- «Orange County Girl» (Harajuku Lovers Live Video) (не американские издания)

## Чарты
| Чарт (2006—2007)                               | Высшая позиция |
| ---------------------------------------------- | -------------- |
| Австралия (ARIA)                               | 2              |
| Australian Urban Albums (ARIA)                 | 1              |
| Австрия (Ö3 Austria)                           | 18             |
| Бельгия/Фландрия (Ultratop)                    | 40             |
| Belgian Alternative Albums (Ultratop Flanders) | 22             |
| Бельгия/Валлония (Ultratop)                    | 42             |
| Канада (Canadian Albums Chart)                 | 3              |
| Croatian Albums (HDU)                          | 32             |
| Чехия (ČNS IFPI)                               | 28             |
| Дания (Hitlisten)                              | 23             |
| Нидерланды (Album Top 100)                     | 35             |
| European Albums (Billboard)                    | 23             |
| Финляндия (Suomen virallinen lista)            | 15             |
| Франция (SNEP)                                 | 33             |
| Германия (Offizielle Top 100)                  | 17             |
| Greek Albums (IFPI)                            | 33             |
| Венгрия (MAHASZ)                               | 20             |
| Ирландия (IRMA)                                | 16             |
| Италия (Classifica album)                      | 60             |
| Japanese Albums (Oricon)                       | 7              |
| Mexican Albums (Top 100 Mexico)                | 39             |
| Новая Зеландия (RMNZ)                          | 4              |
| Норвегия (VG-lista)                            | 5              |
| Польша (ZPAV)                                  | 29             |
| Шотландия (Scottish Albums Chart)              | 24             |
| Швеция (Sverigetopplistan)                     | 19             |
| Швейцария (Schweizer Hitparade)                | 8              |
| Великобритания (UK Albums Chart)               | 14             |
| Великобритания (UK R&B Albums Chart)           | 3              |
| США (Billboard 200)                            | 3              |
| США (Billboard Top Alternative Albums)         | 13             |

| Чарт (2006)                    | Позиция |
| ------------------------------ | ------- |
| Australian Albums (ARIA)       | 91      |
| Australian Urban Albums (ARIA) | 11      |
| UK Albums (OCC)                | 179     |
| Worldwide Albums (IFPI)        | 37      |

| Чарт (2007)                        | Позиция |
| ---------------------------------- | ------- |
| Australian Albums (ARIA)           | 21      |
| Australian Urban Albums (ARIA)     | 4       |
| Austrian Albums (Ö3 Austria)       | 58      |
| Belgian Albums (Ultratop Wallonia) | 90      |
| European Albums (Billboard)        | 42      |
| French Albums (SNEP)               | 118     |
| German Albums (Offizielle Top 100) | 71      |
| Hungarian Albums (MAHASZ)          | 87      |
| New Zealand Albums (RMNZ)          | 23      |
| Swiss Albums (Schweizer Hitparade) | 47      |
| UK Albums (OCC)                    | 68      |
| US Billboard 200                   | 15      |

| Чарт (2008)                    | Позиция |
| ------------------------------ | ------- |
| Australian Urban Albums (ARIA) | 50      |

## Сертификации
| Регион | Сертификация  | Продажи   |
| --- | ------------- | --------- |
| Австралия (ARIA) | 2× Платиновый | 140 000^  |
| Канада (Music Canada) | 2× Платиновый | 200 000^  |
| Дания (IFPI Danmark) | Золотой       | 20 000^   |
| Германия (BVMI) | Золотой       | 100 000^  |
| Венгрия (Mahasz) | Золотой       | 3000^     |
| Япония (RIAJ) | Золотой       | 100 000^  |
| Новая Зеландия (RMNZ) | Платиновый    | 15 000^   |
| Норвегия (IFPI Norway)                                                                                                   | Золотой       | 20 000*   |
| Польша (ZPAV) | Золотой       | 10 000*   |
| Россия (NFPF) | 2× Платиновый | 40 000*   |
| Швейцария (IFPI Switzerland)                                                                                             | Платиновый    | 30 000^   |
| Великобритания (BPI) | Платиновый    | 365,143   |
| США (RIAA) | 2× Платиновый | 1,733,000 |
| * Данные о продажах приведены только на основе сертификации. ^ Данные о тиражах приведены только на основе сертификации. |               |           |

Комментарии
1. ↑    - South Beach (Miami Beach, Florida)
  - Record Plant (Hollywood)
  - Capitol (Hollywood)
  - Right Track (New York)
  - Doppler (Atlanta)
  - Henson (Hollywood)
  - Home Recordings, London
  - Sony (New York)
  - Kingsbury (Los Angeles)
  - Electric Lady (New York)
  - The Nook (Los Angeles)
  - Interscope (Santa Monica, California)
  - Chalice (Hollywood)
  - Grandmaster (Hollywood)

Источники
1. ↑  Sullivan, Caroline. Gwen Stefani, The Sweet Escape (англ.). The Guardian (2 декабря 2006). Дата обращения: 4 ноября 2024. Архивировано 16 сентября 2016 года.
2. ↑  Day, Elizabeth. She's a can-do kind of woman (англ.). The Guardian (24 сентября 2007). Дата обращения: 4 ноября 2024. Архивировано 26 ноября 2015 года.
3. ↑  «No Doubt 'will return'» Архивная копия от 12 февраля 2008 на Wayback Machine. NME. 10 ноября 2005.
4. ↑  Vineyard, Jennifer; Pak, SuChin; and Reid, Shaheem. «Gwen Cheats On Gavin To Make Family-Affair LP With Pharrell» Архивная копия от 23 декабря 2008 на Wayback Machine. MTV News. 11 ноября 2005.
5. ↑  «For The Record: Quick News on Gwen Stefani, Gang of Four, Korn, Christina Aguilera, Jewel, 'Idol' & More» Архивная копия от 26 апреля 2010 на Wayback Machine. MTV News. 25 июля 2005.
6. ↑  Vineyard, Jennifer. «Gwen Stefani’s New LP, The Sweet Escape, Set For December» Архивная копия от 26 января 2007 на Wayback Machine. MTV News. 19 сентября 2005.
7. ↑  Vineyard, Jennifer. «Gwen Stefani Confirms Pregnancy While Onstage In Florida» Архивная копия от 7 ноября 2012 на Wayback Machine. MTV News. 24 декабря 2005.
8. ↑  Salmon, Chris. «'I just want to make music and babies'» Архивная копия от 24 апреля 2010 на Wayback Machine. The Guardian. 2 марта 2007.
9. ↑  Swift, Jacqui. «Has Gwen really got it all?» (недоступная ссылка). The Sun. 23 февраля 2007.
10. ↑  Stefani, Gwen. «FAQs» Архивировано 16 мая 2008 года.. Universal Music Group.
11. ↑  The Sweet Escape by Gwen Stefani Reviews and Tracks. Metacritic. Дата обращения: 29 июля 2018. Архивировано 25 августа 2018 года.
12. ↑  Erlewine, Stephen Thomas. The Sweet Escape – Gwen Stefani. AllMusic. Дата обращения: 21 марта 2010. Архивировано 13 августа 2016 года.
13. ↑  Michel, Sia (1 декабря 2006). The Sweet Escape. Entertainment Weekly. Архивировано 5 февраля 2017. Дата обращения: 23 января 2017.
14. ↑  Sullivan, Caroline. Gwen Stefani, The Sweet Escape. The Guardian (1 декабря 2006). Дата обращения: 22 января 2014. Архивировано 16 сентября 2016 года.
15. ↑  Miller, Alex. Gwen Stefani: The Sweet Escape. NME (1 декабря 2006). Дата обращения: 18 августа 2007. Архивировано 19 октября 2013 года.
16. ↑  Flynn, Paul. Gwen Stefani, The Sweet Escape. The Observer (10 декабря 2006). Дата обращения: 22 января 2014. Архивировано 3 марта 2016 года.
17. ↑  Pytlik, Mark. Gwen Stefani: The Sweet Escape. Pitchfork (7 декабря 2006). Дата обращения: 18 августа 2007. Архивировано 24 октября 2013 года.
18. ↑  Huff, Quentin B. Gwen Stefani: The Sweet Escape. PopMatters (14 декабря 2006). Дата обращения: 13 июля 2014. Архивировано 28 сентября 2013 года.
19. ↑  Хотя Sweet Escape не так кричаще перегружен, как его предшественник, Стефани сохраняет восхитительно нестандартное звучание, запоминающееся и в то же время по-электронному резкое. [Feb 2007, p.106]
20. ↑  Sheffield, Rob (12 декабря 2006). Gwen Stefani: The Sweet Escape. Rolling Stone. Архивировано из оригинала 2007-04-20. Дата обращения: 18 августа 2007. {{cite magazine}}: |archive-date= / |archive-url= несоответствие временной метки; предлагается 20 апреля 2007 (справка)
21. ↑  Cinquemani, Sal. Gwen Stefani: The Sweet Escape. Slant Magazine (1 декабря 2006). Дата обращения: 17 апреля 2013. Архивировано 19 октября 2013 года.
22. ↑  Wener, Ben. Pop Life: A critic gets locked out. OC Weekly (20 апреля 2007). Дата обращения: 31 августа 2007. Архивировано 22 апреля 2012 года.
23. ↑  The Sweet Escape (liner notes). Gwen Stefani. Interscope Records. 2006. B0008099-02 IN02.{{cite AV media notes}}:  Википедия:Обслуживание CS1 (другое в cite AV media (notes)) (ссылка)
24. ↑  Gwen Stefani — The Sweet Escape  (англ.). Australiancharts.com. Hung Medien.
25. ↑  ARIA Urban Album Chart – Week Commencing 11th December 2006 (PDF). The ARIA Report. No. 875. 11 декабря 2006. p. 18. Архивировано из оригинала (PDF) 22 февраля 2008. Дата обращения: 25 июля 2020 — National Library of Australia.
26. ↑  Gwen Stefani — The Sweet Escape  (нем.). Austriancharts.at. Hung Medien.
27. 1 2  Gwen Stefani — The Sweet Escape  (нид.). Ultratop.be. Hung Medien.
28. ↑  Gwen Stefani — The Sweet Escape  (фр.). Ultratop.be. Hung Medien.
29. ↑  Gwen Stefani Chart History (Canadian Albums)  (англ.). Billboard.
30. ↑  Top Kombiniranih – Tjedan 2. 2007. (хорв.) (PDF). Top of the Shops. Дата обращения: 22 января 2014. Архивировано 2 февраля 2014 года.
31. ↑  Hitparáda — CZ — Albums — Top 100  (чешск.). ČNS IFPI.
32. ↑  Gwen Stefani — The Sweet Escape  (англ.). Danishcharts.com. Hung Medien.
33. ↑  Gwen Stefani — The Sweet Escape  (нид.). Dutchcharts.nl. Hung Medien.
34. ↑  Hits of the World. Billboard. Vol. 118, no. 11. 18 марта 2006. ISSN 0006-2510.
35. ↑  Gwen Stefani: The Sweet Escape  (фин.). Musiikkituottajat – IFPI Finland.
36. ↑  Gwen Stefani — The Sweet Escape  (фр.). Lescharts.com. Hung Medien.
37. ↑  Gwen Stefani — The Sweet Escape  (нем.). Offizielle Deutsche Charts.
38. ↑  Top 50 Ελληνικών και Ξένων Αλμπουμ (греч.). IFPI Greece (31 декабря 2006). Дата обращения: 25 января 2014. Архивировано 4 января 2007 года.
39. ↑  Album Top 40 slágerlista — 2007. 27. hét  (венг.). Mahasz.hu. LightMedia.
40. ↑  Irish-charts.com – Discography Gwen Stefani  (англ.). Hung Medien.
41. ↑  Gwen Stefani — The Sweet Escape  (англ.). Italiancharts.com. Hung Medien.
42. ↑  スウィート・エスケイプ | グウェン・ステファニー | ORICON NEWS (яп.). Oricon. Дата обращения: 29 марта 2015. Архивировано 3 апреля 2015 года.
43. ↑  Mexicancharts.com – Gwen Stefani – The Sweet Escape. Hung Medien. Дата обращения: 27 февраля 2011. Архивировано 25 октября 2012 года.
44. ↑  Gwen Stefani — The Sweet Escape  (англ.). Charts.org.nz. Hung Medien.
45. ↑  Gwen Stefani — The Sweet Escape  (англ.). Norwegiancharts.com. Hung Medien.
46. ↑  Oficjalna lista sprzedaży :: OLIS — Official Retail Sales Chart  (пол.). OLiS. Związek Producentów Audio-Video.
47. ↑  Official Scottish Albums Chart Top 100  (англ.). The Official Charts Company.
48. ↑  Gwen Stefani — The Sweet Escape  (англ.). Swedishcharts.com. Hung Medien.
49. ↑  Gwen Stefani — The Sweet Escape  (нем.). Swisscharts.com. Hung Medien.
50. ↑  Official Albums Chart Top 100  (англ.). The Official Charts Company.
51. ↑  «2007-03-04 Top 40 R&B Albums Archive | Official Charts». UK Albums Chart. The Official Charts Company.
52. ↑  Gwen Stefani Chart History (Billboard 200)  (англ.). Billboard.
53. ↑  Gwen Stefani — Chart History Billboard Top Alternative Albums for Gwen Stefani  (англ.).
54. ↑  ARIA Charts – End Of Year Charts – Top 100 Albums 2006. Australian Recording Industry Association. Дата обращения: 26 января 2014. Архивировано 27 января 2014 года.
55. ↑  ARIA Charts – End Of Year Charts – Top 50 Urban Albums 2006. Australian Recording Industry Association. Дата обращения: 7 июля 2014. Архивировано 27 января 2014 года.
56. ↑  The Official UK Albums Chart 2006. UKChartsPlus 5. Дата обращения: 31 мая 2015. Архивировано 11 октября 2011 года.
57. ↑  Top 50 Global Best Selling Albums for 2006. International Federation of the Phonographic Industry. Дата обращения: 11 октября 2010. Архивировано 6 марта 2009 года.
58. ↑  ARIA Charts – End Of Year Charts – Top 100 Albums 2007. Australian Recording Industry Association. Дата обращения: 14 июня 2010. Архивировано 27 января 2014 года.
59. ↑  ARIA Charts – End Of Year Charts – Top 50 Urban Albums 2007. Australian Recording Industry Association. Дата обращения: 7 июля 2014. Архивировано 27 января 2014 года.
60. ↑  Jahreshitparade Alben 2007 (нем.). austriancharts.at. Дата обращения: 31 мая 2015. Архивировано 3 марта 2016 года.
61. ↑  Rapports Annuels 2007 – Albums (фр.). Ultratop. Дата обращения: 14 июня 2010. Архивировано 29 марта 2019 года.
62. ↑  Year End Charts – European Top 100 Albums. Billboard. 2007. Архивировано 25 февраля 2009. Дата обращения: 14 июня 2010.
63. ↑  Classement Albums – année 2007 (фр.). Syndicat National de l'Édition Phonographique. Дата обращения: 14 июня 2010. Архивировано 3 января 2014 года.
64. ↑  Top 100 Album-Jahrescharts – 2007 (нем.). GfK Entertainment. Дата обращения: 7 февраля 2016. Архивировано 6 января 2016 года.
65. ↑  Összesített album- és válogatáslemez-lista – chart-pozíció alapján – 2007 (венг.). MAHASZ. Дата обращения: 18 ноября 2010. Архивировано 22 апреля 2021 года.
66. ↑  Top Selling Albums of 2007. Recorded Music NZ. Дата обращения: 22 января 2014. Архивировано из оригинала 6 января 2014 года.
67. ↑  Schweizer Jahreshitparade 2007 (нем.). hitparade.ch. Дата обращения: 4 января 2023. Архивировано 10 ноября 2021 года.
68. ↑  End of Year Album Chart Top 100 – 2007. Official Charts Company. Дата обращения: 29 марта 2015. Архивировано 3 апреля 2015 года.
69. ↑  Year End Charts – Top Billboard 200 Albums. Billboard.biz (2007). Дата обращения: 14 июня 2010. Архивировано из оригинала 4 октября 2012 года.
70. ↑  ARIA Charts – End Of Year Charts – Top 50 Urban Albums 2008. Australian Recording Industry Association. Дата обращения: 7 июля 2014. Архивировано 27 января 2014 года.
71. ↑  ARIA Charts – Accreditations – 2007 Albums (PDF). Australian Recording Industry Association. Дата обращения: 4 января 2010.
72. ↑  Canadian  album  certifications – Gwen Stefani – The Sweet Escape (англ.). Music Canada. 5 марта 2007. Дата обращения: 13 июля 2014.
73. ↑  Guld og platin i august og september (дат.). IFPI Denmark (28 сентября 2007). Дата обращения: 26 августа 2011. Архивировано из оригинала 13 апреля 2013 года.
74. ↑  Gold-/Platin-Datenbank (Gwen Stefani; ́The Sweet Escapé) (нем.). Bundesverband Musikindustrie. Дата обращения: 2010-04-09.
75. ↑  Adatbázis – Arany- és platinalemezek – 2007 (венг.). MAHASZ. Дата обращения: 19 июня 2014.
76. ↑  Japanese  album  certifications – Gwen Stefani – The Sweet Escape (яп.). Recording Industry Association of Japan. Дата обращения: 4 января 2010. Select 2007年03月 on the drop-down menu
77. ↑  Latest Gold / Platinum Albums. Radioscope. 2011-07-17. Архивировано 24 июля 2011. Дата обращения: 4 января 2010.
78. ↑  IFPI Norsk platebransje Trofeer 1993–2011 (норв.). IFPI Norway. Дата обращения: 22 января 2014.
79. ↑  Wyróżnienia – Złote płyty CD - Archiwum - Przyznane w 2007 roku (пол.). Polish Society of the Phonographic Industry. 19 ноября 2007. Дата обращения: 29 марта 2015.
80. ↑  Russian  album  certifications – Gwen Stefani – The Sweet Escape. National Federation of Phonogram Producers (NFPF).
81. ↑  The Official Swiss Charts and Music Community: Awards (́The Sweet Escapé). IFPI Switzerland. Hung Medien. Дата обращения: 4 января 2010.
82. ↑  British  album  certifications – Gwen Stefani – The Sweet Escape (англ.). British Phonographic Industry. 22 июля 2013. Дата обращения: 4 января 2023.
83. ↑  Jones, Alan. Official Charts Analysis: Adele holds off James, Iggy at albums summit. Music Week (25 марта 2016). Дата обращения: 23 января 2017. Архивировано 9 марта 2021 года.
84. ↑  American  album  certifications – Gwen Stefani – Sweet Escape (англ.). Recording Industry Association of America. 28 июля 2023. Дата обращения: 28 июля 2023.
85. ↑  Upcoming Releases. Hits Daily Double. Дата обращения: 23 февраля 2016. Архивировано 20 февраля 2016 года.